# 资源委员会

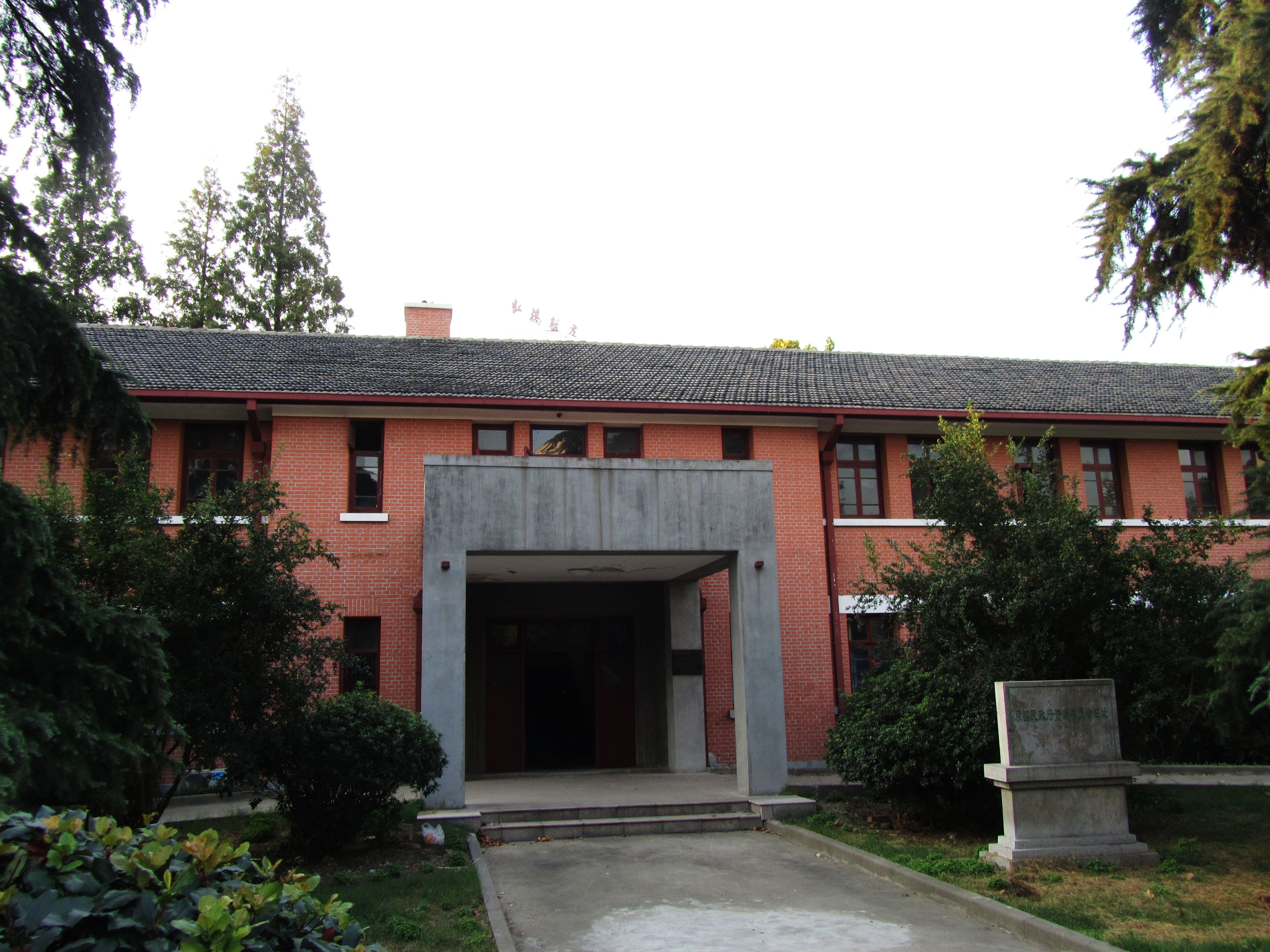
位于原南京虹桥20号的国民政府资源委员会旧址

资源委员会是中華民國政府於1932年至1952年期间负责重工业发展与管理相关工矿企业的政府机构。它实际上是中国抗日战争国民政府的专门负责重工业建设的部门，其主要任务为“依照民生主义，施行实业计划，为中国经济创立崭新时代，筹划目标，不但仅为一会之盈亏，而尤应注重全国工业之建设及发展”。它不但支撑了中国抗战，而且为战后的中国工业现代化打下了基础。早期工作為秘密進行，至1938年3月16日才以「經濟部公布」方式對外公布，其與德國的資金與技術伙伴合步樓始終是秘密進行。

## 沿革
- 1932年10月，蒋介石采纳了黄郛、钱昌照的建议，决定组织国防设计委员会，隶属国民政府参谋本部，蒋自任委员长，翁文灏任秘书长，钱昌照任副秘书长，委员大多是名流学者、金融资本家和实业家。1932年11月1日国防设计委员会正式成立。所从事的调查统计工作主要是为制定国防计划服务。这是一个秘密的机构，对外不公开。经费由蒋介石从委员长秘密费里支出，每个委员每月可得到200元的研究费。它的实际办事机构是秘书厅，名义上翁是秘书长，钱是副秘书长，但翁在北平做地质调查所长，对国防设计委员会的事情很少过问，日常事务多由钱来处理。制定国防计划；“既非仓卒可期，亦非财力人力所能胜任。故设计之工作须研究事项之缓急轻重与施行之难易，而划分国防为若干步骤或若干期”。根据这一指导思想，国防设计委员会的工作主要分为八个部分，即军事、国际关系、文化教育、财政经济、原料及制造、交通运输、土地及粮食和专门人才调查，每项工作都写有比较详细的报告。
- 1935年4月1日，国防设计委员會与兵工署资源司合并為资源委员会，隶属国民政府军事委员会。蒋介石兼任主任委员，翁文灏、钱昌照分任正副主任秘书长，负责实际运作。根据组织条例，其执掌转变到对资源的调查研究和开发上来，原来的军事、国际关系和文化教育工作停止。1935年12月中国国民党第五次全国代表大会后，国民政府进行改组，蒋介石出任行政院长，在行政院的九个部长中，有三个是资源委员会的委员，行政院的秘书长翁文灏，行政院政务处长蒋廷黻虽不是资源委员会的人，却是钱昌照推荐的，故称为“三元巷内阁”(三元巷是资源委员会所在地)。资源委员会起家的实业部长吴鼎昌把实业部变成一个单纯实业行政机构，把工业建设让给了资源委员会。经过改组,资源委员会由单纯的搞资源研究和开发而转变为从事重工业建设的机构。1936年,资源委员会成立厂矿单位21个，包括煤矿、金属冶炼、机器制造和发电厂等，主要分布在湖南、湖北、云南、四川、青海等省。除兴办工厂外,还对江西、湖南的钨、锑加强管理，在南昌成立了钨业管理处，锑业管理处设在长沙。
- 1938年2月，实业部、大本营第三部、全国经济委员会(除公路处归交通部外)、建设委员会、资源委员会合并,成立经济部，翁文灏任部长，钱昌照、何廉、秦汾任次长。钱昌照坚决反对撤销资源委员会，最后定为改隶中华民国经济部[3]，由時任经济部部长翁文灏兼主任委员，钱昌照任副主任委员。建设委员会的行政部门归并到经济部，事业部门并入资源委员会。这样，建设委员会的大部分技术人员转到资源委员会。原来的电力工业是归建设委员会主管的，而资源委员会只管工矿业。由于建设委员会事业部门的并入，资源委员会的经营范围进一步伸展到电力部门。根据1938年2月28日公布的《经济部资源委员会组织条例》，资源委员会的职掌为："一、创办及管理经营基本工业。二、开发及管理经营重要矿业。三、创办及管理动力事业。四、办理政府指定之其他事业。"
- 1938年兴办新的工矿企业37个。经营的范围由原来的钢铁、机械、电机、煤炭、金属开采与冶炼进一步扩展到化工、电力等部门，分布的地区也从两湖、江西、四川扩张到云南、贵州、广西、甘肃、青海等省。
- 1942年6月，资源委员会所办的企业增加到96个。以资源委员会为中心，国营企业垄断了煤、钢铁、石油、电力、机械、电机、化工和有色金属等重要的工矿部门。国营企业所占的比例达到70%以上，其中机械制造业占73%，化学工业75%，电力和电机工业89%，冶炼工业90%，而汽油、煤油以及有色金属如钨、锑、金、铜、锌的生产则完全为资源委员会独占。
- 1945年8月抗战胜利时，资源委员会的企业扩张到121个，其中包括电厂26个，煤矿19个，石油矿2个，金属矿14个，金矿2个，冶炼工业9个，电器工业5个，化学工业37个，机械工业7个。按行业实行垂直领导。大的企业在全国各地都有分公司或分厂，只接受上级的直接领导，与地方不存在隶属关系。[4]
- 1946年5月20日，资源委员会擴編直属行政院而成為行政院资源委员会[3]，后由孙越崎任主任委员。其产业活动主要集中在与军事工业相关的钢铁、动力、机电、化学等基本工业领域。1946年，资源委员会拥有的工矿企业：电业28个单位，煤业24个单位，石油1个单位，金属矿12个单位，钢铁业10个单位，电器业4个单位，化学业13个单位，水泥业4个单位，糖业1个单位；工人总数189,000人，其中矿业工人113,000人、工业工人76,000人。
- 1946年11月前国民政府在东北接收了293个工厂、企业和政府部门，其中216个由资源委员会控制。资委会将这216个工作单位改组成了20个国有企业。如“资源委员会鞍山钢铁有限公司”。1947年12月，整个资委会37%的工作人员都在东北工作。1947年，资委会控制的企业的工业生产总量是52,442亿元，其中东北地区生产量是20,342亿元，台湾地区是10,847亿元。1947年东北地区的煤炭、钢铁、机械产出占全国总产出的68.3%、64.8%、62.9%。
- 1949年：
  - 3月，中華民國政府為動員戡亂，將資源委員會縮編改隸經濟部[3]。
  - 10月，中华人民共和国成立后，资源委员会在大陆的各厂矿被中华人民共和国政府接收。
  - 12月，資源委員會隨中華民國政府撤退至台灣[3]。
- 1950年3月26日，資源委員會台灣鋼皮廠開工。[5][6]
- 1952年8月，资源委员会縮編為經濟部國營事業司。
- 1969年2月，經濟部國營事業司改組為經濟部國營事業委員會。

## 主要活动
中国社会科学院近代史研究所研究员李学通将资源委员会的主要工作按时序分为三个阶段：“第一阶段是从九一八事变到七七事变，这一阶段是备战，主要是进行调查；第二阶段，特别是1937年八一三事变之后到1938年之前的半年，主要是做抗战初期的经济转移，或者叫经济内迁；第三阶段，是1938年之后到中国抗日战争结束，主要是进行大后方经济建设。” 按工作类别来区分，则主要包括以下几个部分。

### 兴建工业企业
资源委员会于1936年3月制订重工業五年建設計劃，提出5年内投资2亿7千余万元，兴建钢铁、有色冶金、机械、电力、电器、化工、燃料等工业的30余座大、中型厂矿。并制定了尽量利用外国资本，引进国外技术的方针。1936年6月落實為中德三年計劃。
1936年，在湖南湘潭下摄司筹建重工业基地，共购地10,022.5亩建设中央钢铁厂、中央机器制造厂、中央电工器材厂以及为其服务的湘江电厂，其中4,083.54亩为中央机器制造厂和中央电工器材厂用地，钢铁厂占地5,938.97亩。并兴办湘潭煤矿、四川龙溪河水电厂等二十余家重工业厂矿。

### 三峽水壩研究
1944年和1946年资源委员会邀請美國水壩工程師約翰·L·薩凡奇到長江三峽測量三峽工程的可行性。

### 保险业
1943年7月1日在重庆成立资源委员会保险事务所。不同于普通的保险公司，而是一个集团性封闭式的相互保险组织，即该所只为资源委员会内部所属单位提供保险服务。1949年5月底由中国人民解放军上海市军事管制委员会财政经济接管部金融接管处保险组接收。1949年10月并入中国人民保险公司华东区公司。

## 机构人员
- 主任委员
- 副主任委员
- 主任秘书
- 工业处
- 矿业处
- 电业处
  - 中央电工器材厂
- 财务处
- 经济研究室
- 会计处
- 技术室
- 材料处
- 人事处

### 引用
1. 1 2  . 《中国新闻周刊》. 2005-08-29 （中文（中国大陆））.
2. ↑  Kirby, William C.  [德國與中華民國]. 柯韋林 (中譯). 江蘇人民出版社. 2006: 240 [1984] （中文（中国大陆））.
3. 1 2 3 4   (PDF). 中華民國國史館: 頁1～2. （發刊日不詳）. （原始内容存档 (PDF)于2020-11-24） （中文（臺灣））.
4. ↑  张殿兴：“论抗战时期的资源委员会”，《历史教学·中学版》，2001年10期
5. ↑  張之傑等，《二十世紀臺灣全紀錄》，台北，錦繡出版，1991年，第309頁（繁體中文）
6. ↑  China. 資源委員會. . 經濟部資源委員會. 1950  [2021-08-31]. （原始内容存档于2021-09-14） （中文）.
7. ↑  王卫星，《资源委员会与中国抗战的经济准备》，《民国档案》，2003年4期
8. ↑  . 新浪网.   [2021-08-31]. （原始内容存档于2021-08-31）.
9. ↑  余凡. . 凤凰网四川综合. 2017年11月15日  [2020年7月28日]. （原始内容存档于2020年7月28日）.